# Obertor (Memmingen)
Das Obertor war eines der vier ältesten Stadttore Memmingens.

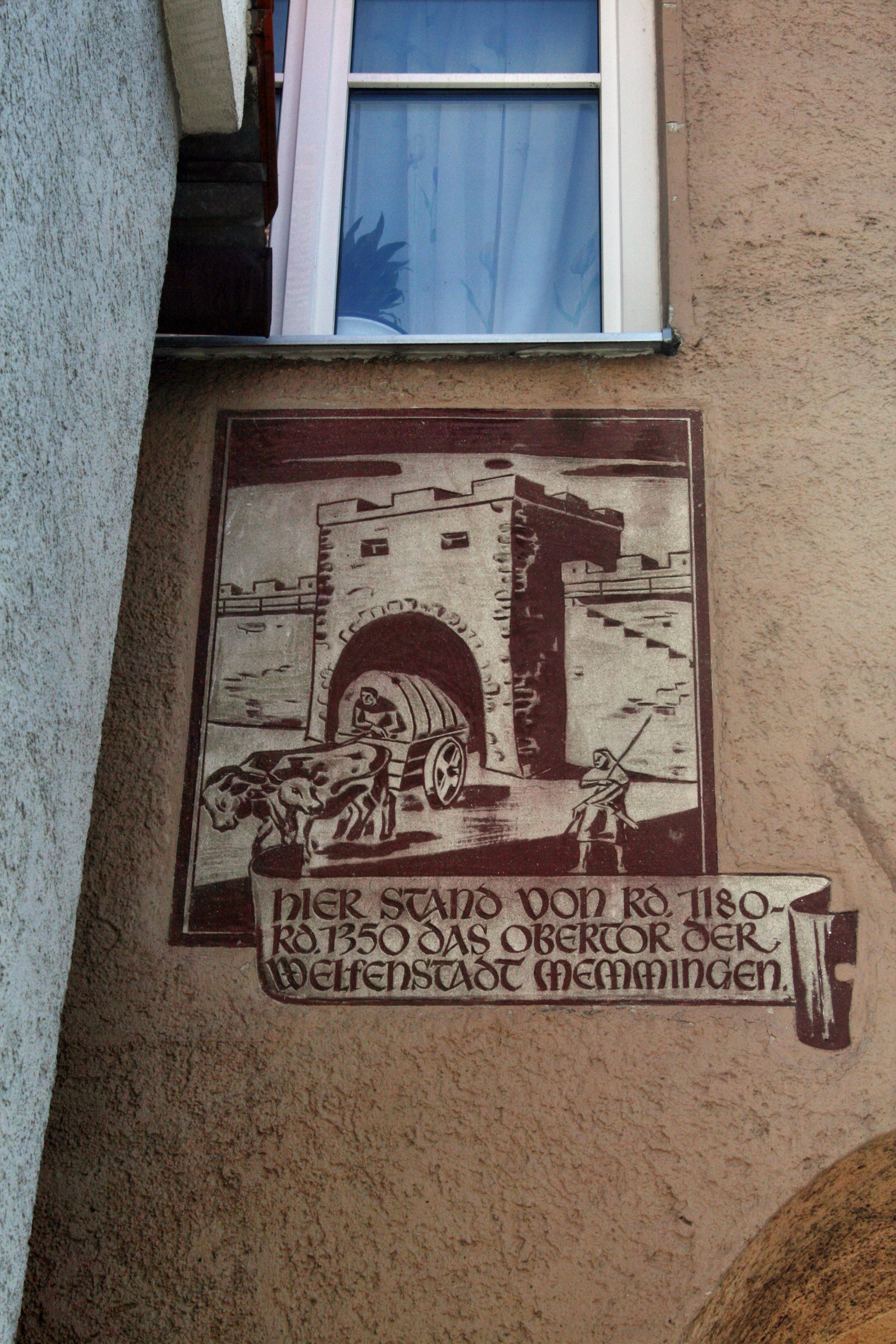
Das Denkmal in der Herrenstraße

## Geschichte
Das Obertor wurde vermutlich um das Jahr 1000 n. Chr. erbaut. Es stand am Ende der Herrenstraße am heutigen Roßmarkt. Der Name rührte vom oberen Zugang in die alte Welfenstadt her. Nachdem die Stadt im 14. Jahrhundert nach Süden mit dem sogenannten Wegbachviertel erweitert worden war, verlor das Obertor seinen Zweck und wurde abgebrochen. Seine Aufgaben übernahm das Kempter Tor. Über das Aussehen des Obertores ist nichts erhalten. Es kann jedoch davon ausgegangen werden, dass es dem zur selben Zeit erbauten Notzentor ähnelte. Eine Gedenktafel an einem Haus am ehemaligen Standort erinnert an das Tor.